# Faragó György (zongoraművész)
Faragó György (Budapest, 1913. november 14. – Budapest, 1944. december 3.) magyar zongoraművész.

## Élete
Budapesten született, Faragó László későbbi pedagógus öccseként. Zenei tanulmányai során többek között Nagy Géza és Dohnányi Ernő tanítványa volt. Kilenc éves korában lépett fel először Budapesten, komolyabb közönség előtt; 11 esztendős korában már Mozart d-moll versenyművét adta elő publikum előtt. Nagyjából ugyanebben az időszakban filmben is szerepelt: Nemecsek Ernőt alakította a Pál utcai fiúk című Molnár Ferenc-regényből készült, azonos című némafilmben.
Tanulmányait követően 1937-től a Nemzeti Zenedében, illetve a Zeneművészeti Főiskolán tanított; ebben az időszakban jó néhány külföldi hangversenyúton is járt (Hollandiában, Belgiumban, Franciaországban, Svédországban, Lengyelországban). 1939-ben Luxemburgban megnyerte a Gabriel Fauré-díjat. Nemcsak szólistaként vált ismertté, de mint kamaramuzsikus is jó nevet szerzett, illetve zenekritikákat is írt.

## Külső hivatkozások
- Böszörményi Nagy Béla: Faragó György emléke. Budapest, 1946. 1. szám.
- Kun Imre: Harminc év művészek közt. Budapest, 1960.

1. ↑  https://zeneakademia.hu/lexikon_nagy_elodok/1843
2. 1 2 3 4  PIM-névtér. (Hozzáférés: 2023. augusztus 3.)
3. 1 2  FamilySearch Historical Records. (Hozzáférés: 2023. augusztus 3.)
4. 1 2  Internet Movie Database (angol nyelven). Internet Movie Database . (Hozzáférés: 2023. augusztus 3.)
5. 1 2 3 4  FamilySearch Historical Records. (Hozzáférés: 2023. augusztus 3.)
6. ↑  https://library.hungaricana.hu/hu/view/BFLV_bn_25_07_1999_3_2/?pg=64&layout=s